# 日本陸上競技連盟
公益財団法人日本陸上競技連盟（にほんりくじょうきょうぎれんめい、英語: Japan Association of Athletics Federations、JAAF）は日本国内の陸上競技を統括する公益財団法人。略称は日本陸連。ワールドアスレティックス、アジア陸上競技連盟および日本オリンピック委員会、日本スポーツ協会加盟団体。

## 概要
日本陸上競技連盟は、陸上競技の普及・振興を主たる目的とし、日本陸上競技選手権大会など日本国内開催の競技会を主催、競技規則制定、指導者・審判員育成、用器具・施設の公認、日本記録公認と世界記録申請などを行っている。オリンピック・世界陸上競技選手権大会など国際大会の日本代表を選定し派遣する。陸上競技の競技団体として1925年3月に創立総会を東京で開催し成立。1928年8月大日本体育協会に代わる日本国内統括団体として国際陸上競技連盟より承認を受ける。第二次世界大戦後、1945年12月に日本陸上競技連盟となる。現在の事務局長は風間明。

## 沿革
- 1925年（大正14年）3月8日 - 全日本陸上競技連盟として創立、平沼亮三が理事長に就任。
- 1928年（昭和3年）8月7日 - 国際陸上競技連盟（IAAF。現・ワールドアスレティックス）より日本国内統括団体として承認される。
- 1929年（昭和4年） - 会長制を導入し、平沼が初代会長に就任。
- 1942年（昭和17年） - 財団法人大日本体育会陸上戦技部となり解消。
- 1945年（昭和20年）12月9日 - 東京で総会を開催し日本陸上競技連盟として復活、翌1946年4月に規約制定。
- 1948年（昭和23年） - 秩父宮雍仁親王を総裁に推戴、薨去後に雍仁親王妃勢津子が名誉役員となる。
- 1950年（昭和25年）8月22日 - 国際陸上競技連盟に復帰、日本は1946年より除名されていた。
- 1958年（昭和33年）5月 - 第3回アジア競技大会。
- 1964年（昭和39年）10月 - 東京オリンピック。
- 1971年（昭和46年）4月24日 - 財団法人認可[4]
- 1973年（昭和48年）11月 - アジア陸上競技連盟発足、加盟する。
- 1979年（昭和54年）5月 - 第3回アジア陸上競技選手権大会主管。
- 1981年（昭和56年）6月 - 第4回アジア陸上競技選手権大会主管。
- 1991年（平成3年）8月 - 第3回世界陸上競技選手権大会主管。
- 1994年（平成6年）10月 - 第12回アジア競技大会。
- 1998年（平成10年）7月 - 第12回アジア陸上競技選手権大会主管。
- 1999年（平成11年）3月 - 第7回世界室内陸上競技選手権大会主管。
- 2006年（平成18年）4月 - 第34回世界クロスカントリー選手権大会主管。
- 2007年（平成19年）8月 - 第11回世界陸上競技選手権大会主管。
- 2011年（平成23年）7月 - 第19回アジア陸上競技選手権大会主管。
- 2011年（平成23年）8月1日 - 公益財団法人へ移行[5]
- 2013年（平成25年）4月 - 役員改選が行われ、河野会長が退任して名誉会長となり新会長は副会長の横川浩が昇格した。理事に女子マラソンの高橋尚子ら24名を選任した。
- 2025年（令和7年）6月 - 役員改選を実施し、有森裕子副会長を第9代会長に選任[6][7]。

## 設立
1924年オリンピックと極東大会の代表選手選考を巡り、大日本体育協会と私立大学3校の競走部委員が対立し、パリオリンピック後、全国学連内の官立大学と私立大学の対立へと拡大した。この問題の影響により、1924年に行われた第1回明治神宮競技大会に私立大学13校が不参加、また同年の全日本選手権は行われなかった。
日比野寛・兼田嘉蔵・河野一郎・金栗四三・波多野敬三が中心となり体育協会から分離した陸上競技の全国的団体創設を目指した。組織の設立準備が進められ、1925年3月8日に東京で創立総会を開いて全日本陸上競技連盟が成立。初代の理事長に平沼亮三が就いた。全日本陸上競技連盟は体育協会に代わって日本国内の陸上競技を統括することとなった。

## 歴代会長
- 初代 - 平沼亮三（1929年 - 1958年） 他に日本体育協会会長（1946年）など
- 第2代 - 春日弘（1959年 - 1964年）
- 第3代 - 河野一郎（1965年）
- 第4代 - 河野謙三（1965年 - 1975年） 他に日本体育協会会長（1975年 - 1983年）など
- 第5代 - 青木半治（1975年 - 1999年） 他に国際陸上競技連盟副会長（1992年-1999年）、日本体育協会会長（1989年 - 1993年）など
- 第6代 - 河野洋平（1999年 - 2013年）
- 第7代 - 横川浩（2013年 - 2021年）大阪ガス副社長
- 第8代 - 尾縣貢（2021年 - 2025年）
- 第9代 - 有森裕子（2025年 - ）

## 組織
| 役職     | 名前     | 肩書・経歴                                         |
| -------- | -------- | -------------------------------------------------- |
| 会長     | 尾縣貢   | 筑波大学教授                                       |
| 副会長   | 黄倉寿雄 | 一般財団法人岐阜陸上競技協会専務理事               |
| 副会長   | 瀬古利彦 | 横浜DeNAランニングクラブエグゼクティブアドバイザー |
| 副会長   | 有森裕子 | 株式会社アニモ                                     |
| 専務理事 | 風間明   | （元）公益財団法人日本陸上競技連盟事務局長         |

2021年 (令和3年) 6月時点で、会長1名・副会長3名・専務理事1名・常務理事5名・理事20名・監事3名・評議員20名・顧問5名の58名が役員を務める。専務理事の下に12の委員会・事務局を置く。2011年3月31日に、マラソンやトラック長距離種目を統括する長距離・ロード特別対策委員会を廃止し、強化委員会に統括した。
- 総務企画委員会
- 強化委員会
- 法制委員会
- 財務委員会

- 競技運営委員会
- 指導者養成委員会
- 施設用器具委員会

- 科学委員会
- 医事委員会
- 事務局

## 加盟団体
北海道
- 北海道陸上競技協会 (1)

東北
- 青森陸上競技協会 (2)
- 岩手陸上競技協会 (3)
- 宮城陸上競技協会 (4)
- 秋田陸上競技協会 (5)
- 山形陸上競技協会 (6)
- 福島陸上競技協会 (7)

関東
- 茨城陸上競技協会 (8)
- 栃木陸上競技協会 (9)
- 群馬陸上競技協会 (10)
- 埼玉陸上競技協会 (11)
- 千葉陸上競技協会 (12)
- 神奈川陸上競技協会 (14)
- 山梨陸上競技協会 (15)

東京
- 東京陸上競技協会 (13)

北陸
- 新潟陸上競技協会 (16)
- 富山陸上競技協会 (18)
- 石川陸上競技協会 (19)
- 福井陸上競技協会 (20)

東海
- 長野陸上競技協会 (17)
- 静岡陸上競技協会 (21)
- 愛知陸上競技協会 (22)
- 三重陸上競技協会 (23)
- 岐阜陸上競技協会 (24)

近畿
- 滋賀陸上競技協会 (25)
- 京都陸上競技協会 (26)
- 大阪陸上競技協会 (27)
- 兵庫陸上競技協会 (28)
- 奈良陸上競技協会 (29)
- 和歌山陸上競技協会 (30)

中国
- 鳥取陸上競技協会 (31)
- 島根陸上競技協会 (32)
- 岡山陸上競技協会 (33)
- 広島陸上競技協会 (34)
- 山口陸上競技協会 (35)

四国
- 香川陸上競技協会 (36)
- 徳島陸上競技協会 (37)
- 愛媛陸上競技協会 (38)
- 高知陸上競技協会 (39)

九州
- 福岡陸上競技協会 (40)
- 佐賀陸上競技協会 (41)
- 長崎陸上競技協会 (42)
- 熊本陸上競技協会 (44)
- 大分陸上競技協会 (43)
- 宮崎陸上競技協会 (45)
- 鹿児島陸上競技協会 (46)
- 沖縄陸上競技協会 (47)

括弧内は都道府県コード。
上記地方区分は中学校、高等学校、学生、実業団の地方区分とは異なる。それぞれの地方区分は以下のとおりである。
- 中学校：北海道・東北・関東・北信越・東海・近畿・中国・四国・九州
- 高等学校：北海道・東北・北関東・南関東・北信越・東海・近畿・中国・四国・北九州・南九州
- 学生：北海道・東北・関東・北信越・東海・関西・中国四国・九州
- 実業団：東日本・北陸・中部・関西・中国・九州

日本在住の日本人選手は年度ごとに上記のいずれかの都道府県陸上競技協会に登録しなければ公式試合に出場できない。学生（大学生）以外は所属先の所在地（実業団は登録上の所在地の場合がある）の都道府県陸上競技協会に登録するが、学生は大学の所在地以外に出身中学校・高等学校の所在地や出生地の都道府県での登録も可能となっている。
なお、所属先がない選手は登録先の陸上競技協会（陸協）が所属先として記載される（都道府県によってはさらに細分化された群市区陸上競技協会の所属となることがある）。

## 協力団体
- （一社）日本実業団陸上競技連合
- （公社）日本学生陸上競技連合
- （公財）全国高等学校体育連盟
- （公財）全国高等学校体育連盟陸上競技専門部

- （公財）日本中学校体育連盟
- （公財）日本中学校体育連盟陸上競技部
- （公社）日本マスターズ陸上競技連合

## 主催大会
| - 日本陸上競技選手権大会 - 日本陸上競技選手権大会・室内競技 - 日本陸上競技選手権大会クロスカントリー競走 - 東京マラソン - 大阪マラソン - 大阪国際女子マラソン - 福岡国際マラソン - 名古屋ウィメンズマラソン - 長野マラソン - ゴールデングランプリ陸上 - 全日本競歩能美大会 | - 天皇盃全国都道府県対抗男子駅伝競走大会 - 皇后盃全国都道府県対抗女子駅伝競走大会 - 全国高等学校駅伝競走大会 - 全国中学校駅伝大会 - 国民体育大会陸上競技 - U20日本陸上競技選手権大会 - U18日本陸上競技選手権大会 - 秩父宮賜杯全国高等学校陸上競技対校選手権大会 - 全日本中学校陸上競技選手権大会 - 全国小学生陸上競技交流大会 - 全国高等学校定時制通信制陸上競技大会 など。 |

## 公認審判員
S級、A級、B級がある。取得資格があり、加盟団体の審査を経る。S級・A級は競技会・講習会の出席状況が問われる。
- S級は、60歳以上のA級取得者が対象。永年にわたって審判活動に精励し、熟練した審判技術と知識を有する者。
- A級は、B級取得後10年以上の経験年数が必要。数多くの審判活動を通して、より高い審判技術と知識を身に付けた者。
- B級は、18歳以上の陸連登記競技者・陸連登録会員が対象。審判講習会を受講し、公認審判員として必要な技術と知識を身に付けた者。

公認団体によるが1年間以上の研修期間を設ける場合がある。

## 出版
- 『陸連時報』 (? - 1977年) 日本陸上競技連盟、月刊
- 『陸上競技マガジン』・『陸連時報』 ベースボールマガジン社、月刊
- 『陸上競技研究紀要』 日本陸上競技連盟
- 『陸上競技ルールブック』 日本陸上競技連盟編著、あい出版（? - 2011年）、年刊
- 『陸上競技ルールブック』 日本陸上競技連盟編著、ベースボール・マガジン社（2012年 - ）、年刊
- 『陸上競技審判ハンドブック』 日本陸上競技連盟編著、あい出版（? - 2011年）、隔年刊
- 『陸上競技審判ハンドブック』 日本陸上競技連盟編著、ベースボール・マガジン社（2012年 - ）、年刊

など。

## マスコットキャラクター
- アスリー
- アスリオン - 2010年12月発表。アスリートとライオンを語源とするキャラクター[12]。ユニフォームとランニングシューズを着用している。